# Kloster Clonkeenkerrill

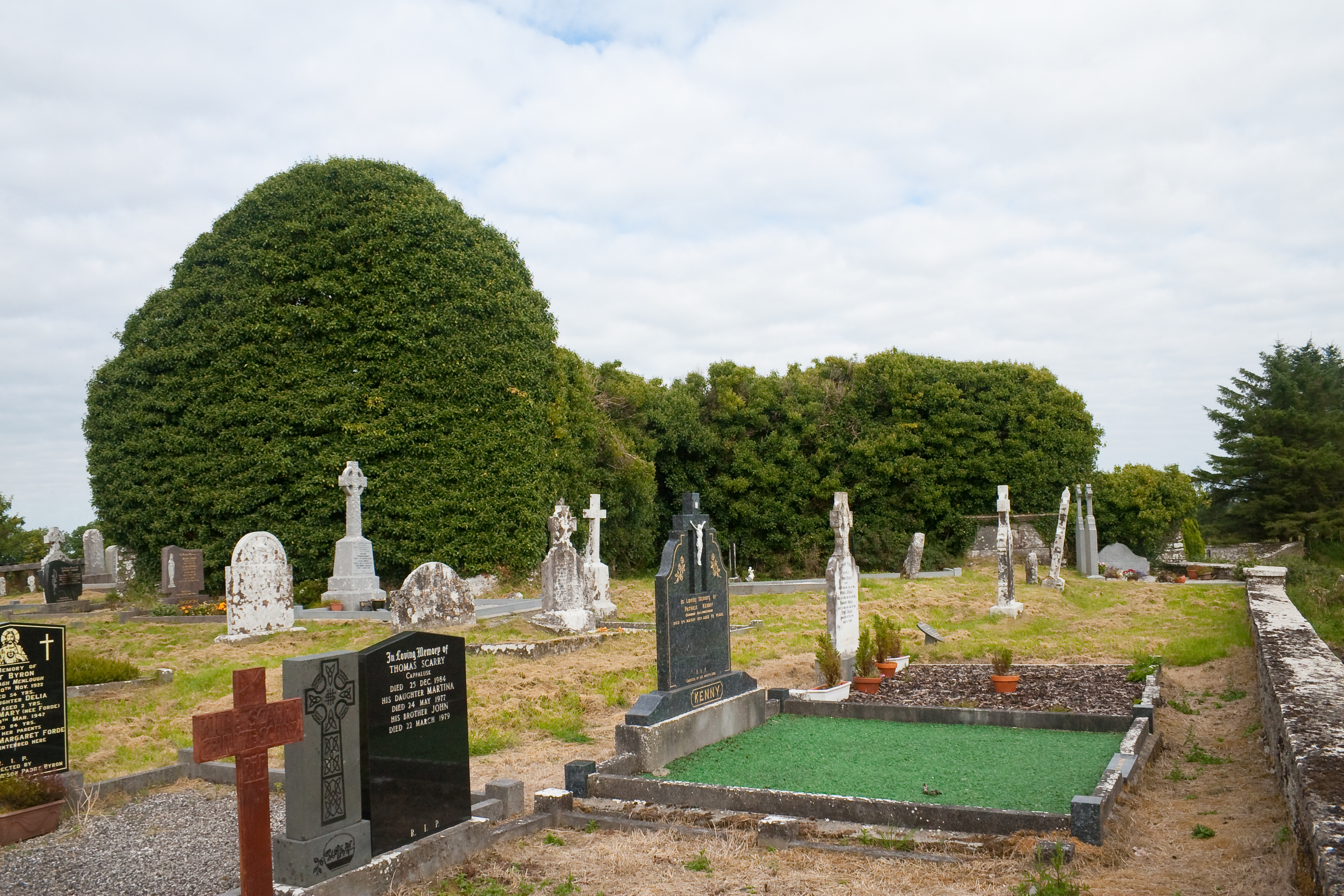
Das von Efeu überwucherte südliche Querschiff und der Chor

Das Kloster Clonkeenkerrill (irisch Cluain Caoin Cairril, englisch Clonkeenkerrill Friary) wurde um 1435 von Thomas O’Kelly, Bischof von Clonfert, als der Dreifaltigkeit gewidmetes Haus für Terziaren des franziskanischen Ordens in seiner Diözese gegründet. Im Jahr 1453 erfolgte die Konvertierung in ein Kloster des ersten Ordens. Das Kloster wurde auch nach der Reformation weiter genutzt, 1618 wurden noch zwei Brüder von einer Inspektion vorgefunden. Die Anlage ist weitgehend verfallen und von Efeu überwuchert. Nur Teile des südlichen Querschiffs und des Kirchenschiffs stehen noch.
Der irische Name Cluain Caoin Cairril heißt übersetzt die „schöne Wiese des Caireall“ und verweist möglicherweise auf einen frühchristlichen Bischof Caireall, dessen Gedenktag auf den 13. Juni fällt. Das Kloster liegt in Clonkeen, etwa 13 km südwestlich von Ballinasloe.

## Geschichte
Seit neben dem ersten Haus der Franziskaner in der Diözese Clonfert, Kinalehin, im Jahr 1414 die Klöster Kilconnell und Meelick hinzukamen, war der Einfluss der Franziskaner sehr groß. So gehörten in der Zeit von 1405 bis zur Reformation mit einer Ausnahme alle Bischöfe der Diözese dem Orden der Franziskaner an. In dieser Zeit wurde der regulierte, in klösterlichen Gemeinschaften lebende, dritte Orden der Franziskaner zunehmend populär. Die erste solche Gemeinschaft in Irland wurde um 1425 in Killeenbrenan in der benachbarten Erzdiözese Tuam gegründet. Clonkeenkerrill wurde die zweite Gründung von später insgesamt über vierzig Häusern. Diese Gemeinschaften boten zuvor weltlichen Priestern die Gelegenheit, in Gemeinschaften geregelt zusammenzuleben, ohne die Strenge des ersten Ordens auf sich zu nehmen. Die Häuser der Terziaren unterlagen der Aufsicht des ersten Ordens, entweder durch den Provinzial oder durch einen Guardian eines der benachbarten Klöster. In Clonkeenkerrill erfolgte die Gründung durch die Umwidmung der bestehenden Gemeindekirche in ein Kloster auf die Bitte der Terziaren David und John Mullkerrill an den Bischof Thomas O’Kelly. Die Namensgleichheit der beiden Brüder und die Ähnlichkeit des Namens zu dem Ort legt die Vermutung nahe, dass die beiden einer Familie angehörten, die das Amt des örtlichen Geistlichen innerhalb der Familie vererbte. 1441 beauftragte Papst Eugen IV. den Abt der in der Nähe gelegenen Zisterzienserabtei Knockmoy, Clonkeenkerill zu visitieren und, wenn alles in Ordnung vorgefunden wird, es zu genehmigen.
Im Jahr 1453 erreichte David O'Mulkerrill die päpstliche Genehmigung, das Haus und die Brüder in den ersten Orden zu überführen. In seinem Antrag sicherte David O'Mulkerrill zu, dass alle Mitglieder der Gemeinschaft dem zustimmten. Da jedoch das Einverständnis der anderen Häuser der Terziaren fehlte, kam es zu einem nachfolgenden Konflikt, bei dem es den Terziaren gelang, 1457 ihre Unabhängigkeit von dem ersten Orden zu erreichen. 1483 reiste Cornelius O'Mulkerrill nach Rom, um einen Ablass zur Finanzierung von Reparaturen zu erhalten.

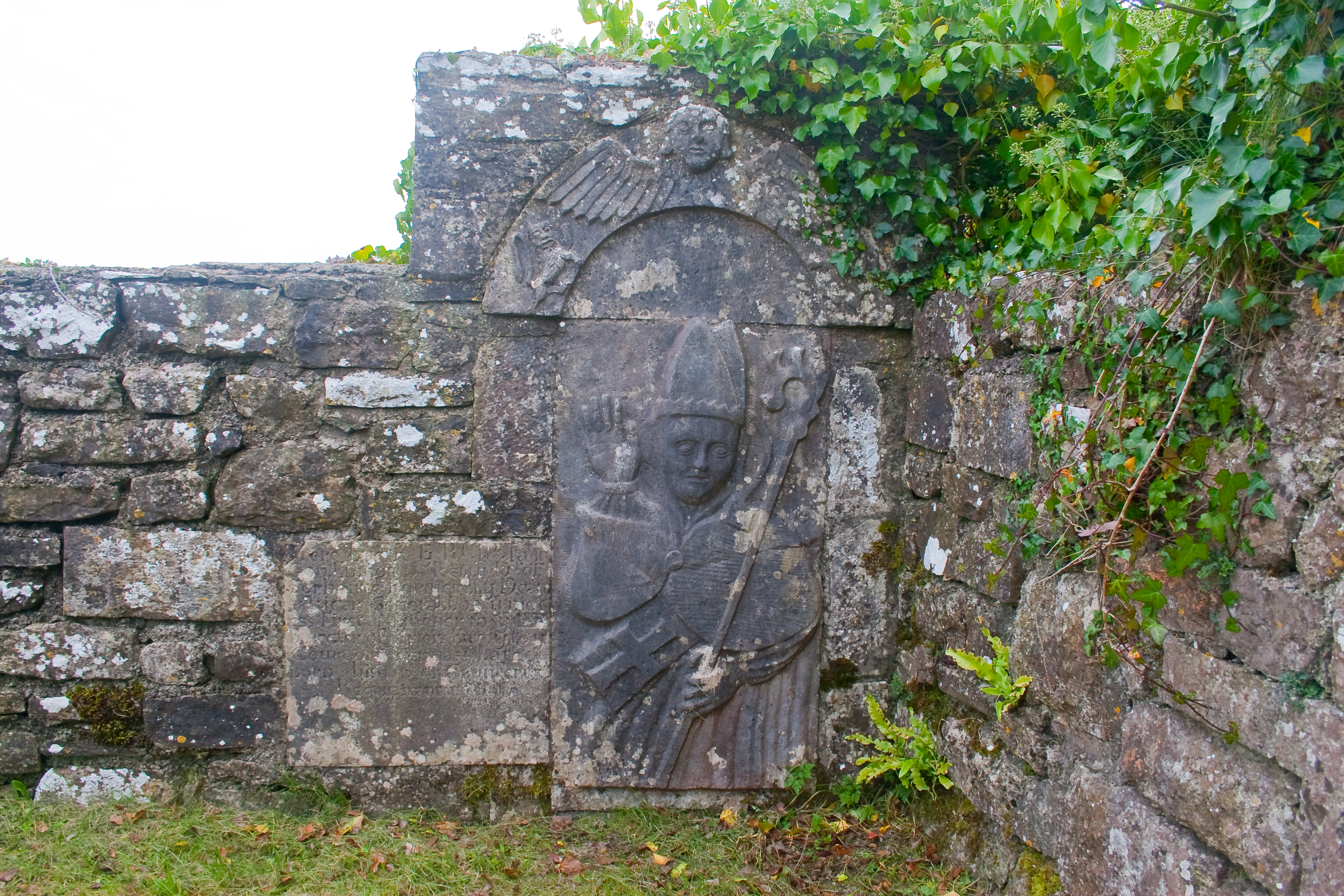
Unterhalb des Ostfensters im Chor findet sich das Relief eines Bischofs aus dem 18. Jahrhundert.

Das Kloster bestand auch nach der Reformation zunächst weiter. Eine Inspektion aus dem Jahr 1618 fand einen Priester und einen Schüler vor, die in dem Kloster lebten und denen noch etwas Land zur Verfügung stand. Von dem Kloster sind nur noch Reste des Chorbereichs und des südlichen Querschiffs zu sehen. Der Ostgiebel mit dem Chorfenster brach 1983 zusammen, nachdem zuvor die Südwand des Chors umfiel. Einer Beschreibung aus dem Jahr 1944 zufolge handelte es sich um ein Lanzettfenster.